# Övre Hyttdammem
Övre Hyttdammem var en sjö i Askersunds kommun i Närke och ingår i Motala ströms huvudavrinningsområde. Sjöns area var 0,005 kvadratkilometer och den befann sig 134 meter över havet.